# Штирлин, Анри
Анри́ Штирли́н (фр. Henri Stierlin; 2 апреля 1928[…], Александрия — 10 сентября 2022, Женева) — швейцарский журналист и писатель, специалист по истории искусства и архитектуры.

## Биография
Анри Штирлин получил образование в Лозаннском и Цюрихском университетах, защитил докторскую диссертацию. Работал редактором и колумнистом на темы истории искусства в швейцарской газете Tribune de Geneve в 1955—1962 годах. Занимался радиожурналистикой. В 1963 году был назначен главным редактором швейцарского журнала Radio-TV и редактором по архитектуре в журнале Werk-Œuvre в 1972 году. В 2009 году выпустил книгу, в которой поставил под сомнение древнее происхождение бюста Нефертити.

## Сочинения
- Living architecture: ancient Mexican (1968) 192 pages
- Encyclopaedia of world architecture volume 2 (1978) 499 pages
- The pre-Columbian civilizations: the world of the Maya, Aztecs, and Incas (1979) 95 pages
- Art of the Maya : from the Olmecs to the Toltec-Maya (1981) 211 pages
- Art of the Aztecs (1982) 36 pages
- The cultural history of pre-Columbian America (1984)
- Art of the Incas and its origins (1984) 240 pages
- Ma’yan (1994) 192 pages
- Angkor and Khmer art (1997) 96 pages
- The art of Islam in the East, from Isfahan to the Taj Mahal, Grund, Paris, 2002.
- The architecture of Islam — in service of faith and power. Coll discovery, Gallimard, Paris, 2003 Deus ex Machina, Infolio, Gollion, 2004
- The Roman Empire: from the Etruscans to the decline of the Roman Empire (2004) 240 pages
- The art of Mediterranean Islam, from Damascus to Cordoba, Grund, Paris, 2005
- The photographic vision of architecture: An itinerary in the image, Infolio, Gollion, 2005. 128 p. Splendors of the Persian Empire, Grund, Paris, 2006.
- The Gold of the Pharaohs (2007) 235 pages
- The Pharaohs master builders (2008) 255 pages
- Greece : from Mycenae to the Parthenon (2009) 224 pages
- Le buste de Néfertiti : Une imposture de l'égyptologie?, Infolio, Gollion, 2009
- Rituals and mysteries of the deified kings (2010) 224 pages